# Gare de Petershagen Nord
 (décembre 2021).
Si vous disposez d'ouvrages ou d'articles de référence ou si vous connaissez des sites web de qualité traitant du thème abordé ici, merci de compléter l'article en donnant les références utiles à sa vérifiabilité et en les liant à la section « Notes et références ».
La gare de Petershagen Nord est une gare ferroviaire située à Petershagen/Eggersdorf. Elle est située dans le quartier de Petershagen, à environ un kilomètre au nord-est de la vieille ville de Petershagen. La gare s'élève entre Lessingstraße et la Kreisstraße 6422. Des deux côtés de la ligne de chemin de fer, il y a un vaste développement de lotissements avec des maisons unifamiliales et à deux familles. Non loin de la gare se trouvent deux petits lacs des deux côtés de la voie ferrée, les Große et Kleine Giebelsee. Dans la ville de Berlin en Allemagne.

## Histoire
Le 15 septembre 1872, sept ans après l'ouverture de la ligne de Berlin à Küstrin-Kietz, la gare de Petershagen entre en service à quelques centaines de mètres au nord-ouest du centre du vieux village. Deux ans à peine après son ouverture, le 1er janvier 1875, la station est renommée gare de Fredersdorf. La raison de ce changement de nom est que la commune de Petershagen refuse de fournir une subvention pour la gare et renvoie à la juridiction de Fredersdorf.
En 1919, Petershagen reçoit une gare sur la ligne de Fredersdorf à Rüdersdorf. Le trafic passagers existe sur cette liaison jusqu'en 1965.
Au cours de la première moitié du XXe siècle, un vaste développement de lotissements se développe progressivement à l’est du centre du village de Petershagen. Des bâtiments résidentiels sont également construits près des lacs. Au début des années 1930, de plus en plus de lotissements sont bâtis. En 1944, les voies de banlieue et de longue distance sont séparées sur la ligne de Prusse-Orientale entre Mahlsdorf et Strausberg. Une nouvelle gare sur la ligne de banlieue ouvre à Petershagen. Elle porte d'abord le nom de Giebelsee.
En 1948, la ligne de banlieue est électrifiée jusqu'à Strausberg. Le 31 octobre 1948, le premier S-Bahn se rend à la gare. À partir d'octobre 1949, il circule toutes les 20 minutes. Le 28 mai 1967, la gare prend le nom de Petershagen Nord en raison de la présence de l'ancienne deuxième gare de Petershagen (b Berlin) sur le tramway de Schöneiche bei Berlin.

## Service des voyageurs

### Intermodalité
Certaines lignes de bus régionales desservent la gare.